# Suryavarman I.
Suryavarman I. (* im 10. Jahrhundert; † 1050) war zwischen 1006/1010 bis zu seinem Tod König des Khmer-Reiches von Angkor.
Nach dem Tod von König Udayadityavarman I. um das Jahr 1000 gab es keinen berechtigten Thronfolger, was zu Thronstreitigkeiten zwischen Jayaviravarman und Suryavarman führte. Beide behaupteten, König der Khmer zu sein. Suryavarman gehörte dem Buddhismus an und soll malaiischer Abstammung gewesen sein. Nach rund neun Jahren der Thronwirren konnte sich Suryavarman I. durchsetzen.
Die Herrschaft von Suryavarman währte etwa vierzig Jahre, und die meiste Zeit musste er um seine Herrschaft kämpfen. Er ist bekannt als König der gerechten Gesetze. Er ließ viertausend Beamte im Königspalast antreten und einen Treueid auf den König schwören. Obwohl Suryavarman Buddhist war, erlaubte er auch den Hinduismus in Angkor.
Suryavarmans Palast lag in der Nähe von Angkor Thom. Er war der erste Anführer der Khmer, der eine Stadtmauer um seinen Palast errichten ließ. 1022 erweiterte er das Territorium von Angkor bis nach Lop Buri im heutigen Thailand und auch hinein in das heutige Laos.
Suryavarman ließ zahlreiche Bauwerke errichten, darunter Prasat Preah Vihear im Dongrek-Gebirge, Wat Ek Phnom sowie Phimeanakas. Auch begann er mit der Errichtung des zweiten Wasserreservoirs in Angkor. Dieser so genannte Westliche Baray wurde als 2,1 Kilometer mal 8 Kilometer großer See angelegt und ist heute das größte erhaltene Wasserreservoir aus der Khmer-Zeit.
Suryavarman I. starb 1050. Ihm folgte sein Sohn Udayadityavarman II. auf den Thron.